# Liste des maires de Jarnac
La liste des maires de Jarnac présente la liste des maires de la commune française de Jarnac, située dans le département de la Charente en région Nouvelle-Aquitaine.

## La mairie

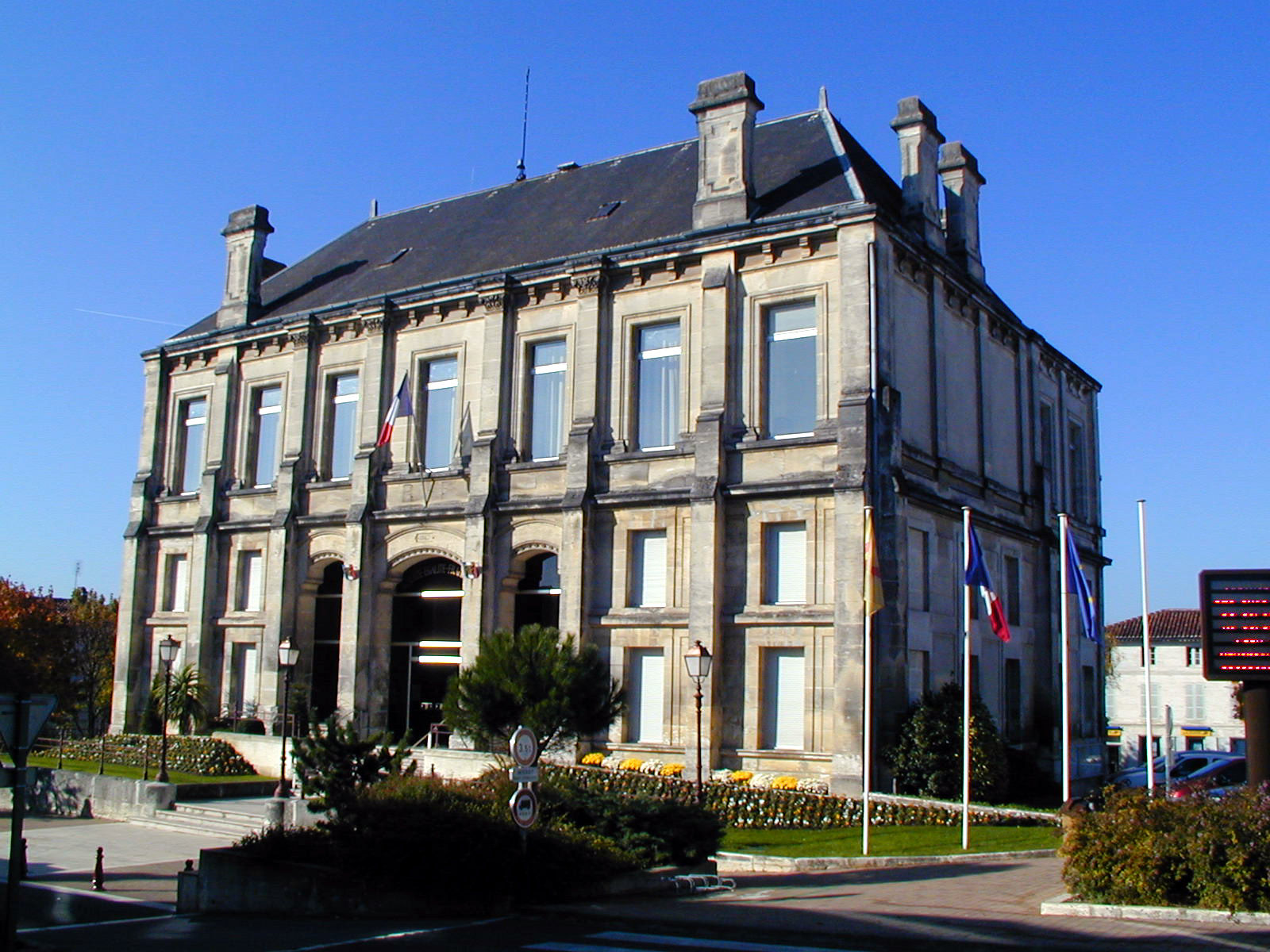
L'hôtel de ville de Jarnac.

## Liste des maires

### Entre 1790 et 1945
| Période                                  | Période | Identité                            | Étiquette   | Qualité |
| ---------------------------------------- | ------- | ----------------------------------- | ----------- | --- |
| Les données manquantes sont à compléter. |         |                                     |             | |
| 1790                                     | 1793    | François Cauroy                     |             | Abbé |
| 1793                                     | 1800    | Michel Limousin                     |             | |
| 1800                                     | 1801    | Paul Demontis                       |             | |
| 1801                                     | 1802    | Jean Ranson                         |             | |
| 1802                                     | 1807    | Charles Ranson                      |             | |
| 1808                                     | 1810    | Michel Limousin                     |             | |
| 1810                                     | 1815    | Pierre-Augustin Barbot              |             | |
| 1815                                     | 1815    | Isaac Dupuy                         |             | |
| 1816                                     | 1822    | Gabriel Garreau                     |             | |
| 1822                                     | 1823    | Henry Ferdinand Delamain            |             | |
| 1823                                     | 1824    | Anne-Philippe Henry Delamain        |             | |
| 1824                                     | 1831    | César Demontis,                     |             | |
| 1831                                     | 1835    | Thomas Georges Hine (1798-1874)     |             | Négociant Conseiller général de Jarnac (1833 → 1852)                                                              |
| 1836                                     | 1840    | M. Barbier                          |             | |
| 1840                                     | 1848    | Thomas Georges Hine (1798-1874)     |             | Négociant Conseiller général de Jarnac (1833 → 1852)                                                              |
| 1848                                     | 1851    | Alexandre Bisquit                   |             | Négociant, fondateur d'une maison de cognac                                                                       |
| 1851                                     | 1856    | Pierre-Louis Comandon               |             | Négociant |
| 1856                                     | 1859    | Thomas Georges Hine (1798-1874)     |             | Négociant Ancien conseiller général de Jarnac (1833 → 1852)                                                       |
| 1859                                     | 1867    | Charles Rousseau                    |             | |
| 1867                                     | 1870    | Frédéric Chemineau                  |             | |
| 1870                                     | 1871    | Philippe Paulet                     |             | |
| 1871                                     | 1873    | Charles Rousseau                    |             | |
| 1874                                     | 1878    | Paul Roullet                        |             | |
| 1878                                     | 1881    | Ernest Tricoche                     |             | Négociant |
| 1881                                     | 1890    | Louis Delamain                      |             | |
| 1890                                     | 1908    | Maurice Laporte-Bisquit             | Républicain | Négociant, fabricant d'eau-de-vie Sénateur de la Charente (1894 → 1903) Conseiller d'arrondissement (1886 → 1898) |
| 1908                                     | 1919    | Édouard Laporte-Bisquit (1871-1945) |             | |
| 1919                                     | 1925    | Samuel Lacroix (1846-1935)          |             | |
| 1925                                     | 1938    | Ernest Merlin                       | PRRRS       | |
| 1938                                     | 1941    | André Royer                         | PRRRS       | Négociant en cognac, docteur en droit Ancien premier adjoint au maire                                             |
| 1941                                     | 1944    | Maurice Lacroux                     |             | |
| 1944                                     | 1945    | André Royer                         | PRRRS       | Négociant en cognac, docteur en droit                                                                             |

### Depuis 1945
Depuis l'après-guerre, sept maires se sont succédé à la tête de la commune.
| Période        | Période        | Identité                    | Étiquette           | Qualité |
| -------------- | -------------- | --------------------------- | ------------------- | --- |
| 1945           | 1947           | François Hine               |                     | |
| 1947           | 1956           | André Royer                 | PRRRS               | Négociant en cognac, docteur en droit                                                                                        |
| 1956           | mars 1971      | Jacques Fougerat            |                     | |
| mars 1971      | mars 1977      | François Hine               |                     | |
| mars 1977      | mars 2001      | Maurice Voiron, (1926-2015) | UDF-CDS puis UDF-FD | Chauffeur, responsable FNTR Adjoint au maire Conseiller général de Jarnac (1985 → 1994)                                      |
| mars 2001      | 30 mars 2014,  | Jérôme Royer                | PS                  | Directeur des achats 10e vice-président de la CA du Grand Cognac, (2017 → 2020)                                              |
| 30 mars 2014   | 5 juillet 2020 | François Raby               | DVD                 | Viticulteur Vice-président de la CC de Jarnac 9e vice-président de la CA du Grand Cognac (2017 → 2020)                       |
| 5 juillet 2020 | En cours       | Philippe Gesse              | DVD                 | Directeur financier retraité Adjoint au maire chargé des finances (2014 → 2020) 3e vice-président du Grand Cognac, (2020 → ) |